# Betty Sun
Betty Sun, accreditata spesso come Sun Li (cinese tradizionale: 孫儷; cinese semplificato: 孙俪; pinyin: Sūn Lì; Shanghai, 26 settembre 1982) è un'attrice cinese.
Ha ottenuto la maggiore notorietà in patria con la serie televisiva del 2007 Shanghai Bund, remake di una vecchia serie di Hong Kong del 1982, nella quale recita insieme a Huang Xiaoming ed insieme a lui canta anche la sigla finale della serie.

## Filmografia

### Cinema
- Ge Ge Shu, regia di Xu Zheng (2005)
- Fearless (Huo Yuan Jia), regia di Ronny Yu (2006)
- Hua pi, regia di Gordon Chan (2008)
- Ji qi xia, regia di Jeffrey Lau (2009)
- The Lost Bladesman (Guan yun chang), regia di Felix Chong e Alan Mak (2011)

- Shadow, regia di Zhang Yimou (2018)

### Televisione
- Iron Road – miniserie TV, episodi 1x1-1x2 (2009)

## Riconoscimenti
- Ventiseiesimi Hong Kong Film Awards: candidatura come "Miglior attrice esordiente" (per Fearless)
- Ventottesimi Hong Kong Film Awards: candidatura come "Miglior attrice di supporto" (per Painted Skin)
- Roma Fiction Fest 2009: premio come "Miglior attrice" (per Iron Road)